# Michail Rodzianko

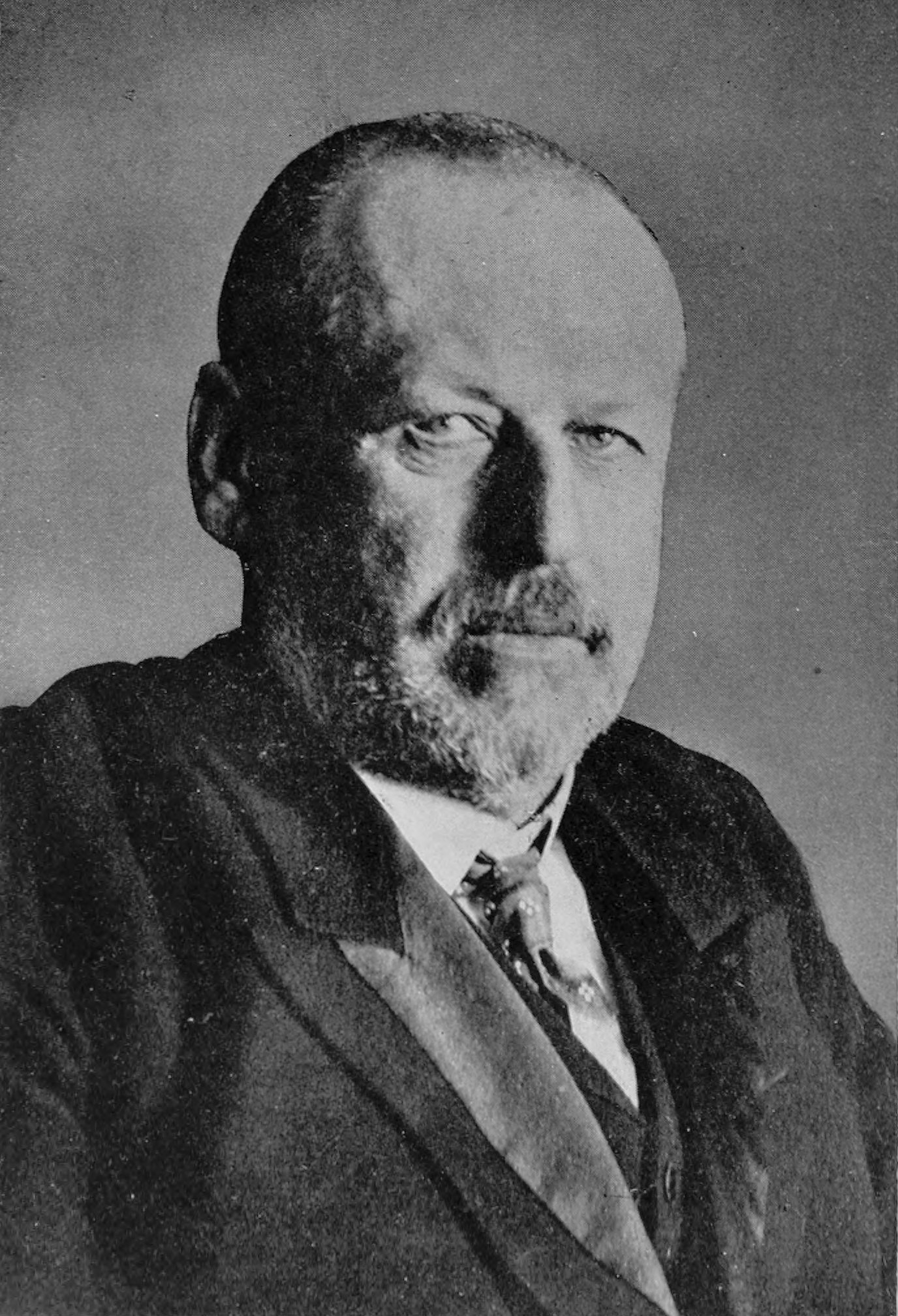
Michail Rodzianko 1917.

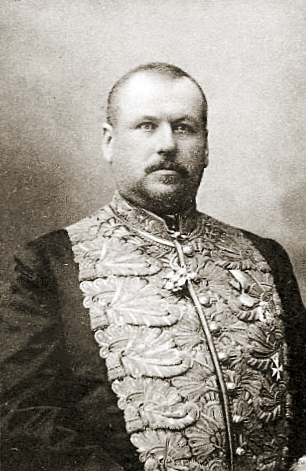
Michail Rodzianko 1910.

Michail Vladimirovitj Rodzianko (ryska: Михаил Владимирович Родзянко), född 21 februari 1859 i guvernementet Jekaterinoslav, död 24 januari 1924 i Kungariket Jugoslavien, var en rysk politiker.

## Biografi
Michail Rodzianko var från 1907 medlem av den ryska duman, där han var med och grundade, och tillhörde, oktobristerna. I egenskap av dumans talman 1911–1917 åtnjöt han stor auktoritet. Han var utmärkt på att leda förhandlingar och på att markera dumans rättigheter. Vid början av februarirevolutionen 1917 kom han att stå i spetsen för dumans provisoriska kommitté. Efter oktoberrevolutionen tog han del i den antibolsjevikiska rörelsen.
Rodzianko ansåg sig vara Rysslands fetaste man.
Han utvandrade till Jugoslavien 1920. Brorsonen Aleksandr Rodzianko var en av ledarna inom den vita armén under ryska inbördeskriget.